# Gerda Lundequist
Gerda Carola Cecilia Lundequist (Stoccolma, 4 febbraio 1871 – Stoccolma, 23 ottobre 1959) è stata un'attrice svedese.

## Biografia
Studiò all'Accademia di musica di Stoccolma, dove si diplomò all'età di 15 anni. Nel 1889 esordì nel Maestro Olof di August Strindberg. Dopo aver recitato a Göteborg, nel 1896 tornò nella capitale svedese perfezionandosi nei ruoli drammatici come nella trasposizione teatrale del romanzo Resurrezione di Lev Tolstoj e in Monna Vanna di Maurice Maeterlinck. A partire dal 1906 interpretò ruoli classici come Lady Macbeth, Antigone e Maria Stuarda, nonché Anna Karenina e la signora Alvin di Spettri di Henrik Ibsen, esibendosi fino agli anni '40. La sua voce squillante le valse il titolo di "Bernhardt svedese". Inoltre, apparve in diversi film come I cavalieri di Ekebù, che vide debuttare Greta Garbo, e Giftas.

## Filmografia
- I cavalieri di Ekebù (Gösta Berlings saga), regia di Mauritz Stiller (1924)
- Una notte, regia di Gustaf Molander (1931)
- Stora famnen, regia di Gustaf Edgren (1940)
- Räkna de lyckliga stunderna blott, regia di Rune Carlsten (1944)
- Onsdagsväninnan, regia di Sture Lagerwall e Alice O'Fredericks (1946)
- Den långa vägen, regia di Torsten Bergström (1947)
- Giftas, regia di Anders Henrikson (1955)
- Maria Angelica, regia di Bengt Lagerkvist (1961)